# Taptap

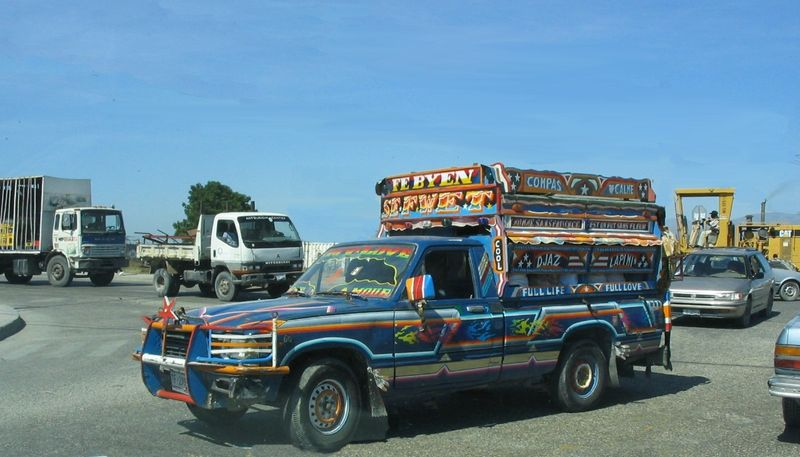
Een taptap in Port-au-Prince

Een taptap is een deeltaxi die in Haïti gebruikt wordt. Het idee van de taptap zit eigenlijk tussen de bus en de taxi in. De taptaps volgen namelijk vaste routes maar deze vertrekken pas als er voldoende passagiers in zitten.
De taptaps zijn meestal rijkelijk versierd, vaak met religieuze teksten en tekeningen. Op het moment dat je uit wilt stappen sla je op de zijkant van het voertuig en dan weet de chauffeur dat deze moet stoppen. Vandaar de benaming taptap.